# Велика Маґадга
Велика Маґадга — поняття в дослідженнях ранньої історії Індії. Воно використовується для позначення політичної та культурної сфери, яка розвивалася на рівнинах нижньої частини Гангу протягом ведичної доби (Йоганнес Бронкгорст визначає регіон як сучасний Біхар і східний Уттар-Прадеш).

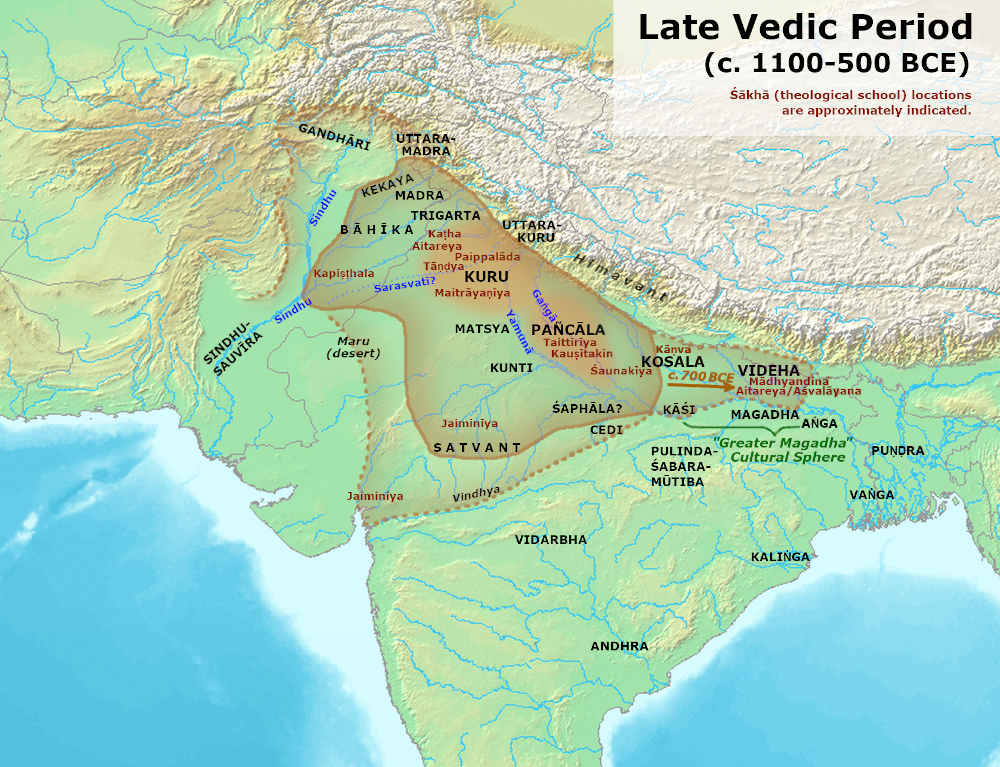
Поширення ведичної культури в пізній ведичний період. Ар'яварта була обмежена північно-західною Індією та західною рівниною Гангу, тоді як Велика Маґадга на сході була зайнята неведичними індоаріями. Розташування шакх позначено темно-бордовим кольором.

Культура Шрамана Великої Маґадги розвивалася паралельно, але окремо від ведичної культури на її заході, яка була характерною для верхнього басейну Гангу.
За словами Бронхорста, культура шрамана виникла у «Великій Маґадзі», яка була індоарійською, але не ведичною. У цій культурі кшатріїв ставили вище за брахманів, і вона відкидала ведичний авторитет і ритуали.

## Огляд
Концепція була розроблена в книзі індолога Йоганнеса Бронкгорста (2007), де він визначає регіон, який включає сучасний Біхар і східний Уттар-Прадеш. Вони розвинули ідейну опозицію жертвопринесенням і ритуальним умертвінням тварин. Пізніше ці неведичні традиції дали початок релігіям або філософським школам, таким як джайнізм, які пізніше породили такі концепції, як ахімса.
За словами Бронкгорста, культура шрамана виникла у «Великій Магадзі», яка була індоарійською, але не ведичною. У цій культурі кшатріїв ставили вище, ніж брахманів, і вона відкидала ведичний авторитет і ритуали.
З ідеологічної опозиції між цими двома культурними сферами — ведичним царством Куру-Панчала на заході та шраманою Великої Маґадги на сході — розвинулися дві основні релігійні та духовні ідеології Стародавньої Індії.
Ведична релігія, яка приділяла велике значення системі ритуальної правильності, виникла з культури колишнього царства Куру-Панчала, тоді як традиція шрамана, яка робила наголос на духовних роботах, розвинулась у Великій Маґадзі, пізніше породивши неведичні (небрахманські) релігії, такі як буддизм, джайнізм, адживіку, локаяту та аджняну.